# علامة (صرف)

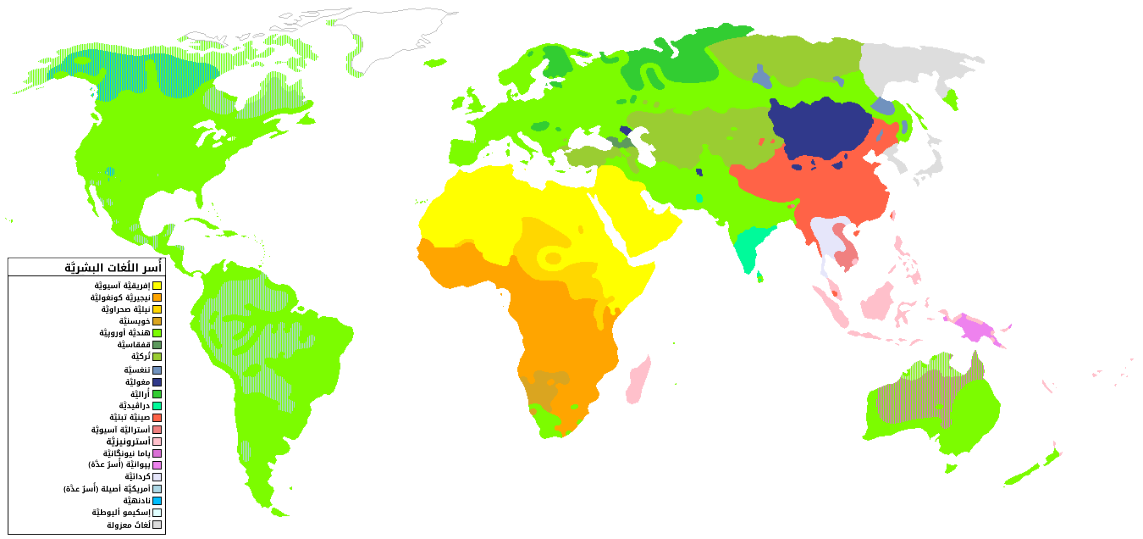

العلامة عند الصرفيين هي ما تعلم به صيغة الكلمة أو محلها في الجملة؛ مثل اللام علامة الاسم، والياء المشددة المكسور ما قبلها في آخر الاسم علامة على النسب، والتاء اللاحقة علامة للتأنيث. والتاء في ‍العلامة‍‍ ليست للتأنيث بل هي للنقل من الوصفية إلى الاسمية.